# Chaos on Deponia
Chaos on Deponia is een point-and-click avonturenspel van Daedalic Entertainment. De Duitstalige versie kwam uit in oktober 2012, de Engelstalige in november van dat jaar. Het is het tweede spel uit een trilogie met als voorganger Deponia en als vervolg Goodbye Deponia.

## Spelbesturing
Het spel volgt het principe van een klassiek point-and-click avonturenspel: de speler bestuurt het personage Rufus. Rufus kan conversaties aangaan met andere personages en een inventaris opmaken van objecten die her en der te vinden zijn. Deze objecten dient men te combineren en te gebruiken om allerhande puzzels op te lossen. Verder bevat het spel nog enkele optionele minigames.

## Verhaal
Het spel start met een beknopt introfilmpje over wat er gebeurde in Deponia.
Cletus en Goal zijn met de luchttrein onderweg naar Elysium. Rufus is van plan om hen na te reizen. Goal valt uit de trein, terwijl Rufus ter hulp snelt. Ze belanden beiden in zee waar ze worden gevonden door Doc en Bozo. Door de klap is Goals implantaat opnieuw beschadigd. Rufus dient een nieuw te kopen, maar kiest voor een goedkope versie van lage kwaliteit. Daardoor loopt er tijdens de operatie iets mis waardoor Goals persoonlijkheid in drie persona's wordt gesplitst: een aristocratische versie, een sportieve versie en een kinderlijke versie. Met behulp van een speciale afstandsbediening kan men Goal in een van de drie persoonlijkheden veranderen. Rufus moet de drie individuen kunnen overtuigen om terug naar Doc te gaan zodat de drie persoonlijkheden terug kunnen worden samengevoegd. Alleen dan kunnen zij Deponia redden van de Organon.

## Ontvangst
| Beoordeeld door      | Platform | Datum            | Score |
| -------------------- | -------- | ---------------- | ----- |
| GamezGeneration      | Windows  | 29 oktober 2012  | 95%   |
| GameStar (Duitsland) | Windows  | 2 oktober 2012   | 90%   |
| Gamona               | Windows  | 11 oktober 2012  | 90%   |
| Eurogamer.de         | Windows  | 10 oktober 2012  | 90%   |
| GameZebo             | Windows  | 10 november 2012 | 90%   |
| Adventure-Treff      | Windows  | 16 oktober 2012  | 90%   |
| PC Games (Duitsland) | Windows  | 12 oktober 2012  | 85%   |
| Calm Down Tom        | Windows  | 6 december 2012  | 80%   |
| 4Players.de          | Windows  | 18 oktober 2012  | 79%   |
| Jeuxvideo.com        | Windows  | 7 november 2012  | 75%   |